# GNC仮説
GNC仮説（GNCかせつ）は、
現在の地球上に生きているほとんどの生物で共通に使用されている遺伝暗号（これを普遍遺伝暗号と呼ぶ。一方、ミトコンドリアなどの細胞小器官や一部の細菌や原生動物ではいくつかの暗号が異なっているため、標準遺伝暗号とも呼ばれることがある）が、
- 4つのコドン（GGC、GCC、GAC、GUC）が4つのアミノ酸（グリシン、アラニン、アスパラギン酸、バリン）をコードするGNC原初遺伝暗号から始まり、
- 16種のコドン（GGC、GGG、GCC、GCG、GAC、GAG、GUC、GUG、CUC、GUG、CCC、CCG、CAC、CAG、CGC、CGG、）が10種のアミノ酸（グリシン、アラニン、アスパラギン酸、バリン、グルタミン酸、ロイシン、プロリン、ヒスチジン、グルタミン、アルギニン）をコードするSNS原始遺伝暗号を経て形成された

との考えで、このGNC仮説（GNC-SNS原始遺伝暗号仮説とも呼ばれている）は奈良女子大学の池原健二教授（現在は奈良佐保短期大学教授）によって提唱されたものである。
この遺伝暗号の起源に関するGNC仮説は、
- GNC原初遺伝暗号がコードする4種のGADVアミノ酸をほぼ均等に含むタンパク質は、現存のタンパク質のアミノ酸組成と個々のアミノ酸の持つ因子から計算によって求められる4つのタンパク質の構造形成能力（疎水性/親水性度、α-ヘリックス形成能、β-シート形成能、ターン（コイル）形成能）を満足できること。
- SNS原始遺伝暗号がコードする10種のアミノ酸を遺伝暗号の比率で含むタンパク質は、6つのタンパク質の構造形成能力（疎水性/親水性度、α-ヘリックス形成能、β-シート形成能、ターン（コイル）形成能、酸性アミノ酸含量、塩基性アミノ酸含量）を満足できること。

などを主な根拠としている。

## 関連文献
Ikehara, Kenji; Omori, Yoko; Arai, Rieko; Hirose, Akiko (2002). “A Novel Theory on the Origin of the Genetic Code: A GNC-SNS Hypothesis”. Journal of Molecular Evolution (Springer-Verlag) 54:  530–538. doi:10.1007/s00239-001-0053-6.